# Li Na (zangeres)
Li Na (Zhengzhou, 25 juli 1963) (jiaxiang: Henan) is een bekende zangeres uit de Volksrepubliek China. Li Na is haar artiestennaam. Ze werd geboren als Ni Zhihong (牛志红). In 1997 werd ze non in een klooster op de berg Wutai Shan. Ze kreeg de boeddhistische geestelijkennaam Shi Changsheng (释昌圣). Een jaar later emigreerde ze naar de Verenigde Staten.

## Beroemde werken
- Kuliba 苦篱笆
- Haoren yishengpingan 好人一生平安
- Saozi Song 嫂子颂
- Nüren shi laohu 女人是老虎
- Qingzang gaoyuan 青藏高原
- Li Na's beste televisieserie- en filmsliedjes 李娜影视歌曲精选
- Li Na's boeddhistische rituelen 李娜·念佛仪规